# Team TotalEnergies
El Team TotalEnergies (código UCI: TEN) es un equipo ciclista profesional de Francia de categoría UCI ProTeam. Participa en las divisiones de ciclismo de ruta UCI ProSeries, y los Circuitos Continentales UCI, corriendo asimismo en aquellas carreras del circuito UCI WorldTour a las que es invitado.
Anteriormente se denominó Bonjour, Brioches La Boulangère, Bbox Bouygues Telecom y Europcar. El equipo fue de primera categoría, (desde 2005 UCI ProTeam) hasta la temporada 2009. En 2010 descendió a la categoría Continental Profesional y participó de las carreras del UCI WorldTour a las que fue invitado. Para 2014 ascendió nuevamente la categoría UCI ProTeam, pero tras problemas financieros descendió nuevamente en 2015.

## Historia
El equipo se fundó en 1984 bajo el nombre « Système U ». El equipo desapareció en 1985 pero volvió en 1986 con una nueva estructura. Cyrille Guimard se convirtió en el director deportivo. En 1990 el equipo cambió de patrocinador principal y pasó a llamarse «Castorama». En 1992, Cyrille Guimard pasó de director deportivo a mánager; Quilfen tomó el relevo de Guimard. En 1995, Jean-René Bernaudeau se convirtió en el director del equipo. De 1996 a 1999, el equipo cesó sus actividades de élite y Jean-René Bernaudeau se consagró a poner en funcionamiento una estructura de formación en Vendée: «Vendée U», que evolucionó en Nationale 1 française (élite amateurs).
En 2000, el equipo volvió a la élite profesional y tomó el nombre de «Bonjour», aún con Jean-René Bernaudeau como director deportivo. En 2003, el equipo se convirtió en «Brioches La Boulangère», y luego «Bouygues Télécom» en 2005. El equipo amateur «Vendée U», que forma a nuevos corredores, sigue en pie y sirve de filial del equipo profesional.
En 2007 logró 12 victorias, destacando sobre todas ellas la lograda por Thomas Voeckler en el GP Plouay. El resto de victorias y su actuación y presencia en carrera fue discreta durante toda la temporada, a diferencia de las anteriores.
En 2008 consiguió un total de 12 victorias, destacando sobre todas ellas la victoria en el GP Plouay de Pierrick Fédrigo, además de la victoria de etapa en la Volta a Cataluña de Pierrick Fédrigo y la victoria de etapa en la Dauphiné Libéré de Yury Trofimov. Otras victorias a destacar son la victoria de etapa y la General en el Etoile de Besseges de Yury Trofimov, la General en el Circuito de la Sarthe de Thomas Voeckler o la etapa de los Cuatro días de Dunkerque de Pierrick Fédrigo.
En 2010, en la parte final de la temporada, afloraron las dudas sobre la continuidad del equipo como consecuencia de las dificultades para encontrar un nuevo patrocinador. Se daba asimismo la circunstancia de que su principal estrella, Voeckler, terminaba contrato y podía fichar por otro equipo, aunque el corredor decidió mantenerse a la espera y no firmar por otra escuadra con la intención de apurar sus opciones de poder continuar en la misma formación. Ante el paso de las semanas sin que llegara un anuncio confirmado la llegada de algún patrocinador Voeckler firmó un preacuerdo con el Cofidis según el cual ficharía por el equipo rojo si la estructura de Bernardeau desaparecía, que quedó finalmente en nada al renovar Voeckler su relación contractual. Poco después se confirmó la llegada de Europcar como nuevo patrocinador principal del equipo para las siguientes tres temporadas.

## Corredor mejor clasificado en las Grandes Vueltas
| Año  | Giro de Italia          | Tour de Francia         | Vuelta a España       |
| ---- | ----------------------- | ----------------------- | --------------------- |
| 2000 | -                       | 19.º Jean-Cyril Robin   | -                     |
| 2001 | 135.º Thomas Voeckler   | 6.º François Simon      | -                     |
| 2002 | -                       | 36.º Sylvain Chavanel   | -                     |
| 2003 | -                       | 20.º Didier Rous        | -                     |
| 2004 | -                       | 18.º Thomas Voeckler    | -                     |
| 2005 | 35.º Laurent Lefèvre    | 28.º Laurent Brochard   | 74.º Anthony Charteau |
| 2006 | 50.º Laurent Lefèvre    | 29.º Pierrick Fédrigo   | 83.º Walter Bénéteau  |
| 2007 | 30.º Yoann Le Boulanger | 46.º Xavier Florencio   | 32.º Stef Clement     |
| 2008 | -                       | 32.º Pierrick Fédrigo   | 36.º Xavier Florencio |
| 2009 | 70.º Matthieu Sprick    | 22.º Pierre Rolland     | 48.º Olivier Bonnaire |
| 2010 | 23.º Thomas Voeckler    | 44.º Anthony Charteau   | 52.º Matthieu Sprick  |
| 2011 | -                       | 4.º Thomas Voeckler     | -                     |
| 2012 | -                       | 8.º Pierre Rolland      | -                     |
| 2013 | -                       | 24.º Pierre Rolland     | -                     |
| 2014 | 4.º Pierre Rolland      | 11.º Pierre Rolland     | 13.º Romain Sicard    |
| 2015 | -                       | 10.º Pierre Rolland     | 15.º Romain Sicard    |
| 2016 | -                       | 43.º Sylvain Chavanel   | 55.º Romain Sicard    |
| 2017 | -                       | 25.º Sylvain Chavanel   | -                     |
| 2018 | -                       | 30.º Lilian Calmejane   | -                     |
| 2019 | -                       | 66.º Rein Taaramäe      | -                     |
| 2020 | -                       | 31.º Romain Sicard      | -                     |
| 2021 | -                       | 46.º Cristián Rodríguez | -                     |
| 2022 | -                       | 57.º Pierre Latour      | -                     |
| 2023 | -                       | 31.º Mathieu Burgaudeau | 11.º Steff Cras       |
| 2024 | -                       | 16.º Steff Cras         | -                     |
| 2025 | -                       | 10.º Jordan Jegat       | -                     |

## Material ciclista

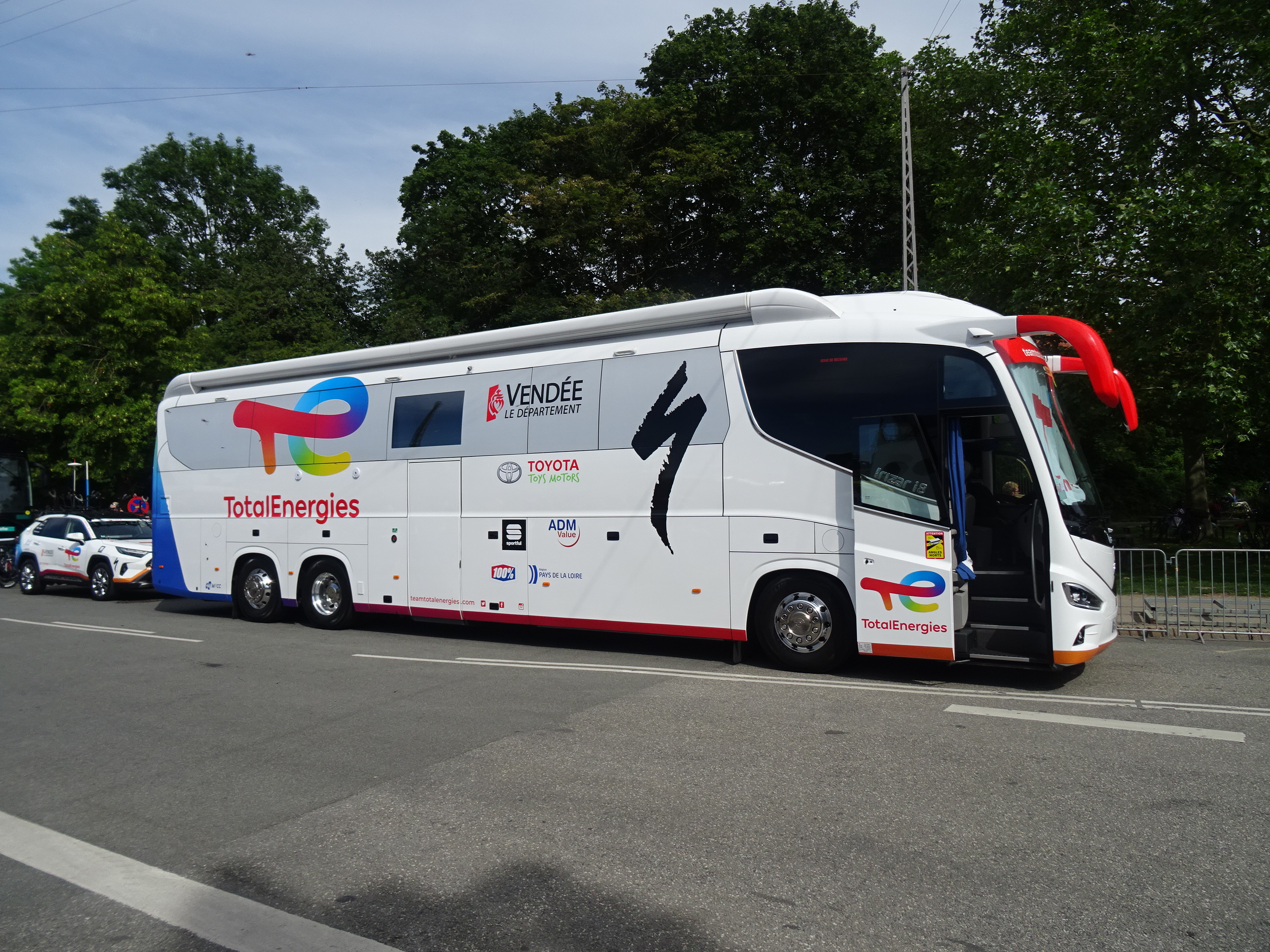
Vehículo del equipo.

Actualmente con la llegada de Peter Sagan el equipo utiliza bicicletas S-Works de Specialiced. Anteriormente utilizó bicicletas Wilier Triestina, BH, Time y Colnago.

## Sede
El equipo tiene su sede en Les Essarts (C/ Le Manoir Saint-Michel / 19, rue Arsène Mignen / BP 17 85140), en el departamento de Vendée.

## Clasificaciones UCI
La Unión Ciclista Internacional elaboraba el Ranking UCI de clasificación de los ciclistas y equipos profesionales.
Hasta el año 1998, la clasificación del equipo y de su ciclista más destacado fue la siguiente:
A partir de 1999 y hasta 2004 la UCI estableció una clasificación por equipos divididos en tres categorías (primera, segunda y tercera). La clasificación del equipo fue la siguiente:
| Año  | Categoría | Clasificación por equipos | Mejor corredor en la clasificación individual | Posición |
| 2000 | Segunda   | 5.º                       | Didier Rous                                   | 106.º    |
| 2001 | Segunda   | 4.º                       | Didier Rous                                   | 27.º     |
| 2002 | Primera   | 27.º                      | Sylvain Chavanel                              | 83.º     |
| 2003 | Primera   | 19.º                      | Sylvain Chavanel                              | 36.º     |
| 2004 | Primera   | 16.º                      | Jérôme Pineau                                 | 35.º     |

A partir de 2005 la UCI instauró el circuito profesional de máxima categoría, el UCI ProTour, donde en esa el época el Bouygues Telecom estuvo desde que se creó dicha categoría hasta el 2010. Luego de descender volvió a la máxima categoría en 2014 (como Team Europcar) cuando ésta había sufrido modificaciones y se denominaba UCI WorldTour. En dicha categoría permaneció solo un año y volvió a descender. Las clasificaciones del equipo son las siguientes:
| Año  | Clasificación por equipos | Mejor corredor en la clasificación individual | Posición |
| 2005 | 17.º                      | Anthony Geslin                                | 62.º     |
| 2006 | 19.º                      | Xavier Florencio                              | 58.º     |
| 2007 | 16.º                      | Thomas Voeckler                               | 51.º     |
| 2008 | 15.º                      | Pierrick Fédrigo                              | 15.º     |
| 2014 | 18.º                      | Pierre Rolland                                | 36.º     |

Tras discrepancias entre la UCI y las Grandes Vueltas, en 2009 se tuvo que refundar el UCI ProTour en una nueva estructura llamada UCI World Ranking, formada por carreras del UCI World Calendar; el equipo siguió siendo de categoría UCI ProTour en el 2009.
| Año  | Clasificación por equipos | Mejor corredor en la clasificación individual | Posición |
| 2009 | 19.º                      | Pierrick Fédrigo                              | 51.º     |

A partir de 2005 la UCI instauró los Circuitos Continentales UCI, donde el equipo pasó desde que descendió a categoría Profesional Continental en el 2009, registrado dentro del UCI Europe Tour. Estando en las clasificaciones del UCI Europe Tour Ranking, UCI Africa Tour Ranking y UCI Asia Tour Ranking y UCI America Tour Ranking. Las clasificaciones del equipo y de su ciclista más destacado son las siguientes:
| Año                      | Clasificación por equipos | Mejor corredor en la clasificación individual | Posición |
| 2009-2010 (Europe Tour)  | 12.º                      | Pierrick Fédrigo                              | 12.º     |
| 2009-2010 (Asia Tour)    | 56.º                      | Johann Tschopp                                | 227.º    |
| 2009-2010 (Africa Tour)  | 2.º                       | Anthony Charteau                              | 6.º      |
| 2009-2010 (Oceanía Tour) | 5.º                       | Yukiya Arashiro                               | 5.º      |
| 2010-2011 (Europe Tour)  | 8.º                       | Thomas Voeckler                               | 5.º      |
| 2010-2011 (Asia Tour)    | 14.º                      | Yukiya Arashiro                               | 7.º      |
| 2010-2011 (Africa Tour)  | 2.º                       | Anthony Charteau                              | 8.º      |
| 2010-2011 (America Tour) | 41.º                      | David Veilleux                                | 383.º    |
| 2011-2012 (Africa Tour)  | 3.º                       | Anthony Charteau                              | 11.º     |
| 2011-2012 (Asia Tour)    | 41.º                      | Matteo Pelucchi                               | 139.º    |
| 2011-2012 (Europe Tour)  | 8.º                       | Thomas Voeckler                               | 17.º     |
| 2012-2013 (Africa Tour)  | 3.º                       | Yohann Gène                                   | 4.º      |
| 2012-2013 (Asia Tour)    | 23.º                      | Yukiya Arashiro                               | 29.º     |
| 2012-2013 (Europe Tour)  | 1.º                       | Bryan Coquard                                 | 2.º      |
| 2015 (Africa Tour)       | 5.º                       | Dan Craven                                    | 35.º     |
| 2015 (America Tour)      | 45.º                      | Yukiya Arashiro                               | 273.º    |
| 2015 (Europe Tour)       | 12.º                      | Bryan Coquard                                 | 8.º      |
| 2015 (Asia Tour)         | 42.º                      | Yukiya Arashiro                               | 67.º     |
| 2016 (Africa Tour)       | 5.º                       | Adrien Petit                                  | 12.º     |
| 2016 (America Tour)      | 34.º                      | Antoine Duchesne                              | 170.º    |
| 2016 (Europe Tour)       | 2.º                       | Bryan Coquard                                 | 4.º      |
| 2017 (Africa Tour)       | 5.º                       | Yohann Gène                                   | 9.º      |
| 2017 (America Tour)      | 48.º                      | Ryan Anderson                                 | 354.º    |
| 2017 (Europe Tour)       | 6.º                       | Lilian Calmejane                              | 12.º     |
| 2018 (Africa Tour)       | 8.º                       | Damien Gaudin                                 | 34.º     |
| 2018 (Asia Tour)         | 101.º                     | Rein Taaramäe                                 | 498.º    |
| 2018 (Europe Tour)       | 4.º                       | Lilian Calmejane                              | 17.º     |
| 2019 (Europe Tour)       | 1.º                       | Anthony Turgis                                | 52.º     |
| 2020 (Europe Tour)       | 5.º                       | Anthony Turgis                                | 70.º     |
| 2021 (Europe Tour)       | 3.º                       | Anthony Turgis                                | 72.º     |
| 2022 (Europe Tour)       | 3.º                       | Dries Van Gestel                              | 39.º     |

## Palmarés
Para años anteriores, véase Palmarés del Team TotalEnergies

### Palmarés 2025

#### UCI WorldTour
| Fechas | Carreras | Ganador |

#### UCI ProSeries
| Fechas     | Carreras                              | Ganador       |
| 30 de mayo | 1.ª etapa de la Boucles de la Mayenne | Pierre Latour |

#### Circuitos Continentales UCI
| Fechas        | Circuito             | Carreras                          | Ganador           |
| 27 de febrero | UCI Africa Tour 2025 | 4.ª etapa del Tour de Ruanda      | Joris Delbove     |
| 2 de marzo    | UCI Africa Tour 2025 | Tour de Ruanda                    | Fabien Doubey     |
| 9 de marzo    | UCI Europe Tour 2025 | Gran Premio Jean-Pierre Monseré   | Alexys Brunel     |
| 20 de abril   | UCI Europe Tour 2025 | Tour de Doubs                     | Mattéo Vercher    |
| 24 de abril   | UCI Europe Tour 2025 | 1.ª etapa de la Vuelta a Asturias | Steff Cras        |
| 19 de agosto  | UCI Europe Tour 2025 | 1.ª etapa del Tour de Limousin    | Thomas Gachignard |

#### Campeonatos nacionales
| Fechas | Carreras | Ganador |

## Plantilla
Para años anteriores, véase Plantillas del Team TotalEnergies

### Plantilla 2025
| Corredor            | Nacimiento | Nacionalidad | Equipo 2024                     |
| Lucas Boniface      | 24/10/2000 | Francia      | Team TotalEnergies              |
| Thomas Bonnet       | 13/09/1998 | Francia      | Team TotalEnergies              |
| Rayan Boulahoite    | 24/02/2004 | Francia      | Team TotalEnergies (stagiaire)  |
| Alexys Brunel       | 10/10/1998 | Francia      | Dunkerque Grand Litoral (2023)  |
| Mathieu Burgaudeau  | 17/11/1998 | Francia      | Team TotalEnergies              |
| Steff Cras          | 13/02/1996 | Bélgica      | Team TotalEnergies              |
| Florian Dauphin     | 06/04/1999 | Francia      | Arkéa-B&B Hotels Continentale   |
| Joris Delbove       | 15/07/2000 | Francia      | Saint Michel-Mavic-Auber93      |
| Alexandre Delettre  | 25/10/1997 | Francia      | Saint Michel-Mavic-Auber93      |
| Fabien Doubey       | 21/10/1993 | Francia      | Team TotalEnergies              |
| Sandy Dujardin      | 29/05/1997 | Francia      | Team TotalEnergies              |
| Thomas Gachignard   | 17/08/2000 | Francia      | Team TotalEnergies              |
| Fabien Grellier     | 31/10/1994 | Francia      | Team TotalEnergies              |
| Emilien Jeannière   | 26/09/1998 | Francia      | Team TotalEnergies              |
| Jordan Jegat        | 07/06/1999 | Francia      | Team TotalEnergies              |
| Alan Jousseaume     | 03/08/1998 | Francia      | Team TotalEnergies              |
| Pierre Latour       | 12/10/1993 | Francia      | Team TotalEnergies              |
| Samuel Leroux       | 27/11/1994 | Francia      | Van Rysel-Roubaix               |
| Lorrenzo Manzin     | 26/07/1994 | Francia      | Team TotalEnergies              |
| Nicola Marcerou     | 23/09/2002 | Francia      | Team TotalEnergies (stagiaire)  |
| Valentin Retailleau | 18/06/2000 | Francia      | Decathlon AG2R La Mondiale Team |
| Geoffrey Soupe      | 22/03/1988 | Francia      | Team TotalEnergies              |
| Jason Tesson        | 09/01/1998 | Francia      | Team TotalEnergies              |
| Anthony Turgis      | 16/05/1994 | Francia      | Team TotalEnergies              |
| Baptiste Vadic      | 15/04/2002 | Francia      | Team TotalEnergies              |
| Mattéo Vercher      | 26/01/2001 | Francia      | Team TotalEnergies              |

Stagiaires

Desde el 1 de agosto, los siguientes corredores pasaron a formar parte del equipo como stagiaires (aprendices a prueba).
| Corredor         | Nacimiento | Nacionalidad | Equipo 2025               |
| ---------------- | ---------- | ------------ | ------------------------- |
| Mathéo Barusseau | 30/04/2005 | Francia      | Vendée U Pays de la Loire |
| Théo Lévêque     | 21/01/2004 | Francia      | Vendée U Pays de la Loire |
| Adam Mitchell    | 24/02/2002 | Reino Unido  | Vendée U Pays de la Loire |